# Proletärförfattaren
Proletärförfattaren är den åttonde och avslutande delen i Ivar Lo-Johanssons självbiografiska svit från 1951–1960.

## Handling
Till skillnad från de övriga delarna är det inte någon sammanhållen berättelse utan en samling av kortare och längre minnesbilder från i huvudsak 1945-50, men även från tidigare år. Boken ger inledningsvis tidsdokument från Köpenhamn och Oslo strax efter andra världskrigets slut. Ett annat avsnitt, Att skriva en roman, behandlar den debatt som uppstod efter författarens kontroversiella roman Geniet. Boken innehåller även en rad  porträtt av andra författare, bland andra Martin Koch, Agnes von Krusenstjerna, Rudolf Värnlund och Josef Kjellgren.